# Diadegma dominans
Diadegma dominans là một loài tò vò trong họ Ichneumonidae.